# Si (opereta)
Si es una opereta en tres actos con música de Pietro Mascagni y libreto en italiano de Carlo Lombardo y versos de Arturo Franci. Se estrenó en el Teatro Quirino de Roma el 14 de diciembre de 1919 bajo la dirección de Costantino Lombardo.

## Personajes
| Personaje | Tesitura     | Reparto del estreno, 14 de diciembre de 1919 (Director: Costantino Lombardo) |
| --------- | ------------ | ---------------------------------------------------------------------------- |
| Sì        | soprano      | Gisella Pozzi                                                                |
| Vera      | soprano      | Amelia Sanipoli                                                              |
| Chablis   | tenor        | Orlando Bocci                                                                |
| Mérode    | tenor        | Nuto Navarrini                                                               |
| Romal     | bajo         | Gariano ?                                                                    |
| Palmira   | mezzosoprano | Giuseppina Calligaris                                                        |